# Filmotech
Filmotech fue un portal creado por la Entidad de Gestión de Derechos de los Productores Audiovisuales para la distribución de cine a través de Internet. Su objetivo era ofrecer un catálogo de cine español con calidad similar a la del DVD para ver mediante streaming o descarga.
Algunas de las películas más notables en su catálogo fueron Los otros, Juana la Loca, Lucía y el sexo, La gran aventura de Mortadelo y Filemón, Bienvenido, Mister Marshall o Calabuch. También disponía de películas en coproducción, documentales, cortometrajes, telefilmes y series de televisión. así como obras clásicas del cine español como las de Luis Buñuel, Luis García Berlanga, Juan Antonio Bardem o Marco Ferreri.

## Historia
El 27 de marzo de 2007, Egeda lanzó el portal Filmotech como alternativa a las descargas de redes P2P. En el portal se ofrecían 250 títulos de cine español de catálogo, sin estrenos. Las películas se podían comprar desde 1 euro en tres modalidades: tres visionados durante tres meses, visionados ilimitados durante una semana, y visionados ilimitados con ciertas restricciones.
El sistema utilizaba el sistema DRM de Microsoft PlayForSure, compatible únicamente con Windows Media Player 10
En marzo de 2009, Egeda lanzó una nueva versión del portal adoptando el modelo de streaming para ver las películas en línea. Para el desarrollo de esta nueva versión, Egeda ha contado con el apoyo del Ministerio de Cultura y con ayudas económicas por parte del Ministerio de Industria.
El 1 de febrero de 2019, tras casi doce años de actividad, Filmotech anunció en Twitter su cierre, al tiempo que su portal en línea era reemplazado por una página informativa de Egeda indicando el cese de actividad de la plataforma.